# Vincent Dole
Vincent Dole, né le 18 mai 1913 à Chicago aux États-Unis et mort le 1er août 2006 à New York, est un chercheur en biochimie.

## Biographie
Il est connu pour avoir démontré dans les années 1960, avec l'aide de sa femme, Marie Nyswander, et de Mary Jeanne Kreek, les effets positifs de la méthadone, jusqu'alors utilisée uniquement comme analgésique, dans la lutte contre la dépendance à l'héroïne. Ces recherches restent encore controversées du fait du caractère addictif de la méthadone mais elles sont aussi au cœur de nombreux programmes de désintoxication.
En 1984, il reçoit le prix Albert-Lasker pour la recherche médicale clinique pour ses travaux.